# Hermann Fischer (Politiker, 1876)
Hermann Fischer (* 22. November 1876 in Römerstadt (Rýmařov), Mähren; † 6. September 1933 in Wien) war ein österreichischer Politiker der Sozialdemokratischen Arbeiterpartei (SdP).

## Ausbildung und Beruf
Nach dem Besuch der Pflichtschulen lernte er den Beruf des Schlossers und erweiterte sein Wissen in einem Arbeiterbildungsverein. Im Jahr 1900 wurde er Betriebskassier in den Siemens-Schuckert-Werken in Wien und später Verwalter.

## Politische Funktionen
- 1911: Obmann der Parteisektion „Prater“ der SdP
- 1918–1919: Mitglied des provisorischen Gemeinderates der Stadt Wien
- ab 1919: Mitglied des Gemeinderates der Stadt Wien (1. Wahlperiode)

## Politische Mandate
- 8. November 1932 bis zu seinem Tod am 6. September 1933: Abgeordneter zum Nationalrat (IV. Gesetzgebungsperiode), SdP